# 閃電陣
閃電陣 （英語：The Lightning Field）是位於美國新墨西哥州卡特倫的大地藝術作品，由美國雕塑家華特·德·瑪利亞（1935年－2013年）創作於1977年。該作品由400根不鏽鋼製長桿排列成1英里× 1公里的網狀矩形陣而成 。現由狄亞藝術基金會維護和管理。

## 簡介
閃電陣乃由狄亞藝術基金會委託雕塑家華特·德·瑪利亞製作的作品，並也負責其日後的維護工作。相關人員除了德·瑪利亞之外，還有包括他的助手羅伯特·福斯迪克（Robert Fosdick）、海倫·溫克勒（Helen Winkler），此二人同時也作為該計畫主要合夥人。
閃電陣陳設於十分空曠的高原中央，距離最近的城鎮約莫40英里（約64.37公里）左右。當初羅伯特·福斯迪克和海倫·溫克勒為了尋找適合的場域，在加州、內華達州、猶他州、亞利桑那州和德州驅車五年以上，總算在新墨西哥州境內位於美洲大陸分水嶺以東11.5英里（約18.5公里）、海拔7200英尺（約2194公尺）處選定今址。
閃電陣由400根不鏽鋼桿排列成網狀格式，其網格狀長度為「1 英里 × 1 公里」，每根不鏽鋼桿彼此距離為220英尺（約67公尺），因受地勢起伏影響，每根不鏽鋼桿的直徑固定是2英寸（約5.08公分），長度卻顯得不一致，其中最短的為15英尺（約4.57公尺），最長達26英尺9英寸（約8.15 公尺）。這堆不鏽鋼桿都比人類平均身高來得高，且不論地勢如何起伏，長桿豎立時，其頂端都和地面呈現平行。每一根鋼桿都被安置於地面上的基座，該基座深度約3英尺（約91.4公分），直徑1英尺（約30.48公分），其中有1英尺埋在地面下。此外，閃電陣在最初規劃階段時，便設計成能承載時速110英里（約180公里）的風速。 
儘管作品的標題和形式令人有常被雷擊中的印象，但實際上並不常發生。 
閃電陣部分的營運基金來自雷·葛漢三世和蘭南基金會（英語：Ray A. Graham III and Lannan Foundation）的挹注，該基金會曾於1996年獲得挑戰補助的獎項。除此之外，狄亞基金會的董事成員、新墨西哥州、德·瑪利亞兩名助手福斯迪克和溫克勒，還有古馳集團等等，都持續提供裝置的永久保護、並讓周圍草皮能保留原始風貌迄今。
2012年，為了補強閃電陣的結構，又另外籌措40萬美金進行維護工程。拉里·加戈西安的畫廊公司代表迪·瑪利亞出面，偕同繆西亞·普拉達主導修護工程，其工程在2013年初展開，並於同年六月重新開放。

## 參訪
閃電陣一年僅開放六個月，不僅必須提前預訂，且行程規定必須赴往當地過夜。旅客預訂行程完成後，需先前往新墨西科州的克馬多鎮集合，然後便有專車接駁旅客到指定地點，經歷很長的車程後才能抵達當地的小木屋。現場提供兩間浴室、一間廚房和一間共用的房間，住宿環境十分簡易。
因應閃電陣是設計給單人或非常小眾的團體觀賞，觀賞時禁止拍攝照片，也不得進行露營活動。
34°31′0.14″N 108°6′20.95″W / 34.5167056°N 108.1058194°W

## 出版品
- 1997年，羅伯特·休斯的《美國視野：美國藝術史詩》（英語：American Visions: The Epic History of Art in America）一書，封面照片即是閃電陣。[11]
- 閃電陣似乎對摩根·亨特（英语：Morgan Hunt）的小說《炫目之光》（英語：Blinded by the Light ）和的《血色子午線（英语：Blood Meridian）》產生影響。[11]
- 傑夫·戴爾（英语：Geoff Dyer）在2011年紐約客雜誌發表名為〈分立的桿柱〉（英語：Poles Apart）文章中有專文介紹。[11]
- 作曲家約翰·麥基也受到閃電陣藝術啟發，譜出同樣以閃電陣為名的作品。[12]
- 大衛·烏林（英語：David Ulin）曾對閃電陣做出「它並非以固定形式展現，而是以一種更為有順序的方式進入我們的內心」的敘述和評論。[13]
- 秋元雄史在《直島誕生》一書寫下關於閃電陣的評論，他認為由於閃電陣所在之處不易抵達，人煙罕至，更有助於人們同時體會「空間」和「時間」的存在，如同進入宇宙似的身體體驗。[14]:228-231

## 外部連結
- 官方網站 （页面存档备份，存于）
- Walter De Maria的照片库 （页面存档备份，存于）
- . Accessible Art blog. 17 September 2010  [July 31, 2017]. （原始内容存档于November 4, 2016）.